# Svajdeån
Svajdeån is een van de (relatief) kleine riviertjes die het Zweedse eiland Gotland rijk is. De omgeving van deze rivier is al bewoond sinds de bronstijd, er zijn grafheuvels te herkennen in het landschap. De rivier ontstaat in de kerkgemeente Alskog ten oosten van Ljugarn. De rivier is genoemd naar de verzameling vissershutten Svajde aan Lausvik, een baai van de Oostzee, waarin de Svajdeån uitmondt.